# 타게 레츠토트
키엘드 토르 타게 오토 레츠토트(덴마크어: Kjeld Thor Tage Otto Reedtz-Thott, 1839년 3월 13일~1923년 11월 27일)는 덴마크의 정치인이다. 1892년 6월 3일부터 1897년 5월 23일까지 덴마크 외무부 장관을 역임했으며 1894년 8월 7일부터 1897년 3월 23일까지 제15대 덴마크의 총리를 역임했다.